# Хорватский лингвистический пуризм
Одной из определяющих черт современного хорватского языка является предпочтение чеканке новых слов из славянских морфем заимствованию слов из других языков Это особенно относится к другим вариантам сербо-хорватского в Боснии, Черногории и Сербии, которые опираются на заимствования из турецкого, латинского, греческого и русского языков.

## Описание
Утверждается, что хорватская литература на протяжении веков демонстрирует тенденцию к высокой оценке славянских слов и поощрению словообразования, а также к избеганию «иностранных» заимствований. Хорватский филолог Златко Винс характеризует эту тенденцию так:
Хорватская литература даже в древности старалась держаться подальше от варваризмов и иностранных слов, в литературных произведениях ощущается определённая сознательная осторожность, когда дело касается языка. На протяжении столетий литературный язык имел тенденцию быть максимально чистым и избирательным. Одно дело — разговорный язык, часто пронизанный иностранными словами, и совсем другое — язык литературных произведений, в которых стараются добиться максимально возможной языковой частоты. Способы, которыми это может быть достигнуто, и уровень стараний различались в разные периоды, но тенденция к столь чистому и избирательному языку может быть отмечена даже у древних дубровницких писателей и у Витезовича… Та забота о чистоте языка, которая характеризует хорватский литературный язык ещё в XIX веке, остаётся неизменяемой и в более поздние периоды… Хорватский литературный язык, по сути, является естественным продолжением того, что было начато старой хорватской литературой.
На сессии, посвящённой вопросу использования иностранных слов в хорватском языке, а также проблемам текущих проектов по созданию славянских замен для существующих технических терминов, ныне несуществующее учреждение по стандартизации хорватского языка — Совет по стандартизации Хорватской языковой нормы — совместными усилиями лингвистов и специалистов представил исторический обзор проблемы:
Отношение к иностранным словам в хорватском литературном языке во многих отношениях разнится. Происхождение культуры хорватского языка определялось традициями церковнославянской литературы. Возникнув из копий древнегреческих богослужебных текстов, он делает особый упор на славянские выразительные приемы, и заимствуются только исключительные неславянские слова. Эта тенденция сохраняется в хорватской языковой культуре и по сей день. Использование хорватских слов, если необходимо, даже в модифицированном значении, или новообразованных хорватских слов, если они считаются удачными, представляет собой большую ценность, чем простое механическое заимствование иностранных выразительных средств. Таким образом, хорватское слово является более торжественным и формальным (glazba, mirovina, redarstvenik), а заимствованное слово разговорным и неформальным (mūzika, penzija, policajac). Эта относительность пуризма заложена в самые основы чувствительности хорватского языка.

## История
Иллирийское движение и его преемник, Загребская филологическая школа, сильно преуспели в создании корпуса хорватской терминологии, охватывающего практически все области современной цивилизации. Это было особенно заметно в двух фундаментальных трудах: «Немецко-хорватский словарь» 1842 года за авторством Ивана Мажуранича и Иосипа Ужаревича и «Немецко-хорватско-итальянский словарь научной терминологии» Богослава Шулека 1875 года. Эти работы, в частности, Шулека, систематизировали (то есть собрали из старых словарей), изобрели и придумали хорватскую терминологию для юриспруденции 19 века, военных училищ, точных и социальных наук, а также многих других областей (технологий и продуктов городской цивилизации).

### Королевство Югославия
В югославский период, с 1918 по 1990 год, хорватский и сербский рассматривались как западный и восточный варианты сербо-хорватского языка. Частью этой политики были систематические попытки устранить черты хорватского литературного языка, которыми он отличался от сербского литературного языка.

### Вторая мировая война
В независимом государстве Хорватия, государстве, существовавшем между 1941 и 1945 годами, тоталитарная диктатура Анте Павелича довела пуристические тенденции до крайностей.
Закон о языке 1941 года провозгласил политику чистоты языка и попытался устранить интернационализмы, а также заклеймил сербизмы и ввел этимологическое правописание (korijenski pravopis).
Никакие хорватские словари или грамматики в этот период не публиковались из-за противодействия хорватских лингвистов. Эта эпоха лучше всего отражена в труде Марко Самарджии «Hrvatski jezik u Nezavisnoj Državi Hrvatskoj» (хорватский язык в Независимом государстве Хорватия), 1993.

### Социалистическая Федеративная Республика Югославия
В коммунистической Югославии сербский язык и терминология преобладали в нескольких областях: в военной сфере, дипломатии, союзных югославских учреждениях (различных институтах и исследовательских центрах), государственных средствах массовой информации и юриспруденции на государственном уровне.
Методы, использованные для «объединения» языка, были многочисленны и хронологически разнообразные; даже в восьмидесятые годы распространённым «аргументом» было утверждение, что противники официальной югославской языковой политики симпатизировали усташскому режиму времен Второй мировой войны, и что инкриминируемые слова, таким образом, также были «усташоидными». Другой способ — наказание авторов, борющихся с цензурой. Лингвистам и филологам, авторам словарей, грамот и т. д. не разрешалось публиковать свои произведения свободно. Так, например, все издание Хорватской орфографии (хорв. Hrvatski pravopis) под редакцией Бабича, Финки и Могуша 1971 года было уничтожено на бумажной фабрике только потому, что оно было озаглавлено «Хорватская орфография» вместо «сербо-хорватской» или «Хорвато-сербской» орфографии.
Словарь хорватской пассивной лексики содержал много политически одобренных эквивалентов запрещенным активно используемым словам. Например, офицеров ЮНА можно было публично назвать только oficir, но не časnik. За использование слова časnik («офицер»), придуманного отцом хорватской научной терминологии Богославом Шулеком, в 1987 году врач Иван Шретер был приговорен к 50 дням тюремного заключения. Соответственно, возможность использования ранее часто встречающегося слова časnik уже была уменьшена до такой степени, что до 1991 года оно могло встречаться только в особых контекстах, например, в связи с историческими событиями.

### После СФРЮ
После краха коммунизма и последующих войн ситуация изменилась. Репрессии прекратились после роспуска СФРЮ и основания суверенной Республики Хорватии. Обретенная свобода позволила публично использовать ранее запрещенные слова в сфере администрирования, армии и т. д. Как следствие, ранее подавленные слова перешли из более или менее пассивной лексики хорватского литературного языка в активную без какой-либо специальной стилистической маркировки.
До 1994 года правящее Хорватское демократическое содружество (которое пришло к власти в 1990 году) рассматривало идеи, напоминающие языковую политику Независимого государства Хорватии, в форме так называемого «korijenski pravopis», но в конечном итоге отверг их как слишком радикальные и вместо этого сделал «londonski pravopis», первоначально изготовленный во время хорватской весны, официальным. В то время крайние формы пуризма пропагандировались националистически настроенными лингвистами, которых Радослав Катичич, в свою очередь, описал как «маргинальные элементы». Лидерами (основного) очищения языка были Степан Бабич и Далибор Брозович.
С 1990-х годов в средствах массовой информации и в школьных учебниках «корректорами» (называемыми lektori) практикуется форма языковой цензуры. Несмотря на насильственные методы реализации пуризма, пуризм в обычной речи вызывал значительное сопротивление. Были также хорватские лингвисты, которые резко критиковали пуризм, например, Владимир Анич, Снежана Кордич, Дубравко Шкильян, Кристина Штркаль и Мате Капович.